# الکساندر نسیس
الکساندر نسیس (انگلیسی: Alexander Nesis؛ زادهٔ ۱۹ دسامبر ۱۹۶۲) کارآفرین اهل روسیه است، که در سال ۲۰۰۶ شرکت پلیمتال را تأسیس کرد.